# Neolissochilus longipinnis
Neolissochilus longipinnis är en fiskart som först beskrevs av Weber och De Beaufort, 1916.  Neolissochilus longipinnis ingår i släktet Neolissochilus och familjen karpfiskar. Inga underarter finns listade i Catalogue of Life.